# Kingdom Hearts: Chain of Memories
 (octobre 2019).
Si vous disposez d'ouvrages ou d'articles de référence ou si vous connaissez des sites web de qualité traitant du thème abordé ici, merci de compléter l'article en donnant les références utiles à sa vérifiabilité et en les liant à la section « Notes et références ».
Kingdom Hearts: Chain of Memories est un jeu vidéo de type action-RPG développé par Jupiter et édité par Square Enix sur Game Boy Advance disponible depuis novembre 2004 au Japon et depuis mai 2005 en Europe. Chain of Memories est un épisode de la série Kingdom Hearts qui se situe dans la continuité du premier volet et permet de mieux comprendre les évènements de Kingdom Hearts 2. Il se situe donc entre Kingdom Hearts et Kingdom Hearts 2.

## Histoire
Sora, Donald et Dingo étaient à la recherche de Riku et du Roi Mickey, lorsqu'un homme vêtu d'un manteau noir, les guida vers un lieu appelé "Manoir Oblivion". Là, l'homme leur remit une carte qu'il affirmait être constituée des souvenirs de Sora.
Sora et ses amis partirent à la découverte des mondes de cette carte, ou ils découvrirent d'autres cartes similaires.
L'homme au manteau noir était un membre de l'Organisation XIII, Marluxia. Il manipulait les souvenirs de Sora grâce aux pouvoirs d'une jeune fille prénommée Naminé, afin de s'approprier le pouvoir de la Keyblade avec l'aide de ses complices.
L'Organisation contrôlait les simili, ces êtres qui naissent lorsque le cœur d'une personne a été dérobé et qu'il ne lui reste plus qu'un corps et une âme.
Alors que Sora avança dans le château, Naminé prit peu à peu la place de Kairi dans ses souvenirs. Le jeune homme dut affronter la forme ténébreuse de Riku, qui affirma protéger Naminé. Sora triompha et Riku disparut.
Sora terrassa chacun des membres de l'Organisation qu'il rencontra : Vexen qui fut finalement achevé par Axel, puis Larxene avec l'aide de Dingo et Donald. L'un d'entre eux, Axel, agit différemment des autres membres. Était-il un allié ou un ennemi ? Sora ne put le dire. Il apprit bientôt que le "Riku" qu'il avait affronté n'était qu'une réplique créée par le scientifique de l'Organisation, Vexen.
Avec l'aide de la réplique de Riku, Sora parvint à éliminer Marluxia. Naminé avoua à Sora ce qu'elle avait fait, mais celui-ci ne lui en voulut pas.
Naminé fit une proposition à Sora : il pouvait retrouver ses souvenirs, mais n'en garder aucun du château, ou conserver sa mémoire telle qu'elle était actuellement. Sora, qui avait choisi de récupérer ses anciens souvenirs, accepta d'être plongé dans un profond sommeil avec ses amis, cependant Naminé et Sora se firent la promesse de rester amis et qu'ils se reverraient.
Pendant ce temps, Riku avait trouvé un moyen de sortir de Kingdom Hearts. Guidé par une mystérieuse voix, il se rendit au Manoir Oblivion. Quand il comprit que la voix était celle d'Ansem, Riku pénétra dans le manoir et affronta Ansem et les ténèbres qui l'habitaient.
L'Organisation décida de profiter de cette opportunité. Alors qu'il affrontait un membre de l'Organisation appelé Lexaeus, Riku se vit contraint de faire appel aux ténèbres qui étaient en lui pour le battre et y succomba. Mais il entendit la voix lointaine du Roi Mickey l'appeler. Riku comprit alors que Mickey était à ses côtés et trouva le courage de continuer son chemin dans le château.
Le pouvoir des ténèbres était tel que Riku ne put résister à l'appel d'Ansem. Mais cette fois, le Roi Mickey vint en personne à son secours. Il confia à Riku une carte spéciale, à l'intérieur de laquelle celui-ci découvrit que l'Ansem qu'il avait affronté était en fait un homme prénommé DiZ. Ce dernier demanda à Riku de trouver Naminé, puis disparut. Avant de pouvoir retrouver Naminé, Riku dut faire face à Neo Riku. Il le terrassa et la réplique disparut (mais pas avant d'avoir éliminé entre-temps Zexion, autre membre de l'Organisation, et Axel resta le seul survivant du Manoir Oblivion, ayant simulé sa mort après son dernier combat contre Sora, Dingo et Donald).
Naminé proposa à Riku d'enfouir ses souvenirs d'Ansem, mais Riku savait qu'il devait affronter lui-même les ténèbres qui habitaient son cœur. Il vainquit Ansem et quitta le Manoir Oblivion aux côtés de Mickey.
Il avait décidé de vivre avec la lumière et les ténèbres et de suivre la voie menant à l'aube.

## Système de jeu
Le jeu se démarque de son prédécesseur essentiellement par son nouveau système de combat qui fonctionne avec des jeux de cartes. Ces cartes représentent toutes les attaques et magies disponibles, à vous de les gérer au mieux et le plus malicieusement. Le joueur possède des cartes numérotées de 0 à 9. La valeur détermine la priorité de l'action. Par exemple, un ennemi joue une carte de 4, le joueur ne pourra pas utiliser de carte ayant une valeur de 1 à 3 car elle sera réfutée, mais s'il y a une carte de 5-9, elle serait réfutée et le joueur pourra faire son action. Si c'était un 4, les cartes seraient en égalité et les deux perdent leur action. À noter d'ailleurs que les cartes de valeur 0 peuvent briser toute carte mais peuvent être brisées par une carte de valeur supérieure immédiatement.

Sa durée de vie est de 20 heures environ, sans compter le mode reverse/rebirth où l'on contrôle Riku, le meilleur ami de Sora, dans les sous-sols du manoir Oblivion, disparu derrière la porte des ténèbres.

## Rééditions
- 2007 - PlayStation 2, compris dans l'édition Kingdom Hearts 2: Final Mix+ ;
- 2008 - PlayStation 2 seulement en Amérique du Nord, réédition nommée Kingdom Hearts Re: Chain of Memories ;
- 2013 - PlayStation 3 dans la compilation Kingdom Hearts HD 1.5 ReMIX.
- 2017 - Playstation 4 dans la compilation  Kingdom Hearts HD 1.5+2.5 ReMIX
- 2019 - Xbox One Dans la compilation Kingdom Hearts HD 1.5+2.5 Remix.

### Kingdom Hearts Re: Chain of Memories
Ce jeu a fait l'objet d'un remake sur PlayStation 2, dans une version 3D dont certaines cinématiques ont été doublées vocalement, intitulée Kingdom Hearts Re: Chain of Memories. Le système de jeu reste le même que sur son homologue de la version portable.
Ce jeu est tout d'abord sorti dans une version japonaise dans le pack Kingdom Hearts 2: Final Mix+ qui contient, le jeu Kingdom Hearts Re: Chain of Memories et Kingdom Hearts II avec des ajouts, jouable sur la même plate-forme.
Le remake est sorti uniquement aux États-Unis le 2 décembre 2008. Il a fallut attendre la compilation Kingdom Hearts HD 1.5 ReMIX pour la sortie en Europe. 